# ليمان ليند
ليمان ليند (بالإنجليزية: Lyman Linde) هو لاعب كرة قاعدة أمريكي، ولد في 30 سبتمبر 1920 في Rolling Prairie, Wisconsin ‏ في الولايات المتحدة، وتوفي في 24 أكتوبر 1995 في بيفر دام في الولايات المتحدة.

## وصلات خارجية
- ليمان ليند على موقعبيزبول رفرنس.كوم (الدوري الرئيسي) (الإنجليزية)